# Cherax alyciae

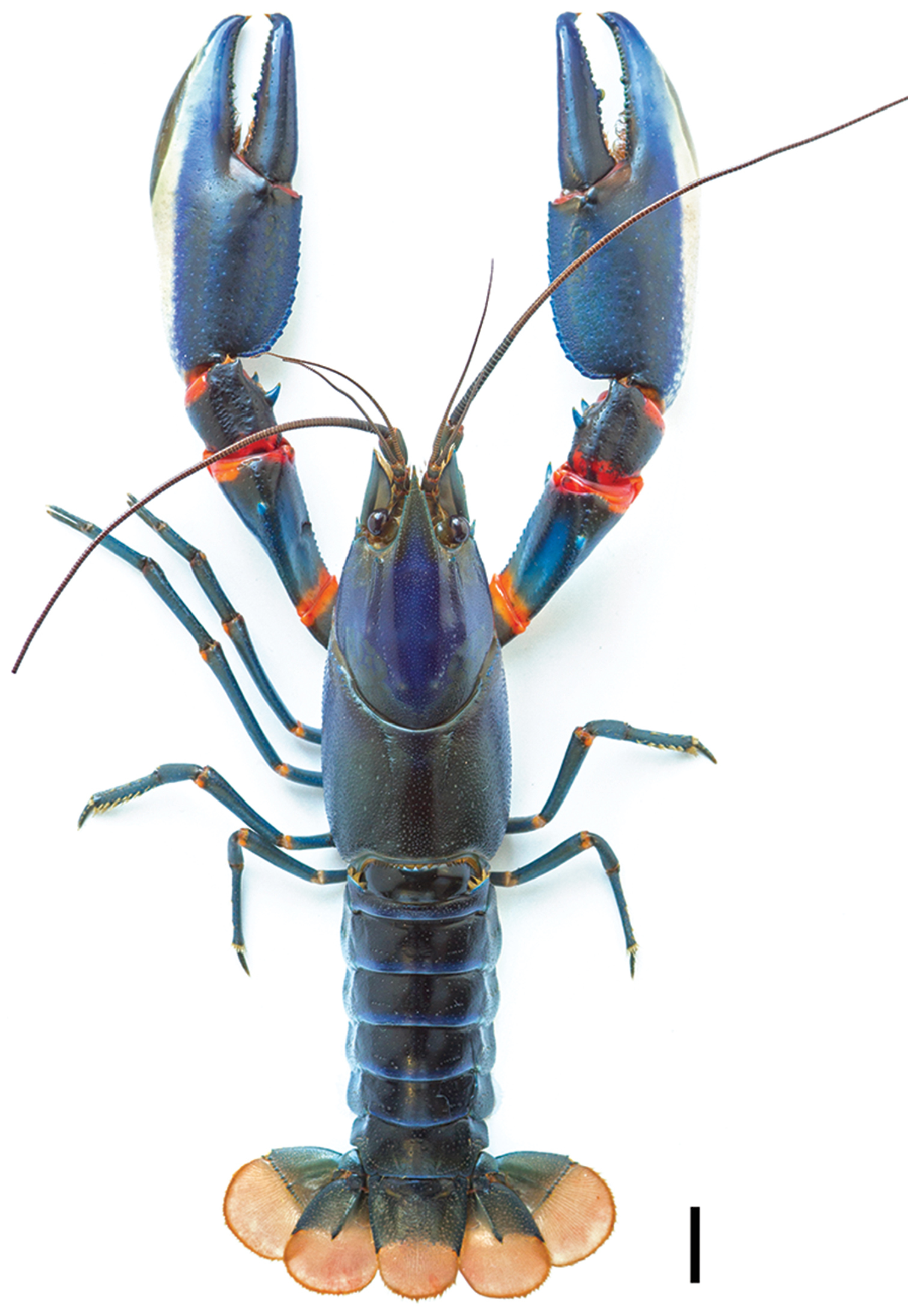
Самец Cherax alyciae (линия = 1 см)

Cherax alyciae (лат.) — вид десятиногих пресноводных раков рода Cherax из семейства Parastacidae (Decapoda). Океания: остров Новая Гвинея.

## Распространение
Ручьи юго-западной части острова Новая Гвинея в пределах округа Бовендигул, относящегося к индонезийской провинции Южное Папуа.

## Описание
Десятиногие раки длиной около 10 см (самцы от 78 до 122 мм). Поверхность карапакса покрыта мелкими гранулами, ареолы ямчатые, шипы отсутствуют за шейной бороздкой на латеральном карапаксе. Глаза крупные, пигментированные. Роговица немного шире глазного стебля. Рострум треугольной формы с приподнятыми краями, в передней краевой половине сетчатый. Ростральные края с двумя выдающимися зубцами, ростральные кили выступающие. Посторбитальные гребни выдающиеся с одним острым бугорком на переднем конце. Карапакс синий, дорзум обычно тёмно-синий до зелёного. Некальцифицированный участок на латеральном крае клешней у взрослого самца белый, полупрозрачный. Проподеальный режущий край с рядом мелких гранул и одним более крупным бугорком. Хелипеды синие, боковые края белые, заднебоковая часть иногда оранжевая. Пальцы синие, в задней трети тёмно-синие с крючковатыми оранжевыми кончиками. Другие ходильные ноги сине-зелёные с оранжевыми суставами. Плеон тёмно-синий со светло-синими поперечными линиями.
Известны только из нескольких безымянных ручьёв в округе Бовендигул, относящемся к индонезийской провинции Южное Папуа, Индонезия и находящемся недалеко от границы с Папуа — Новой Гвинеей. Ручьи, в котором обитают эти раки, неглубокие (20-70 см) с умеренным течением и рН около 5,0. Температура составляет около 25-27 °C, а уровень воды — 12 мкС/см. В большинстве мест водные растения отсутствуют. Субстрат ручья представляет собой гравий или песок и почву, в основном покрытую илом и детритом, камнями и более крупными скалами. Раки прячутся в коротких норах на берегу реки, под крупными камнями или в детрите, который скапливается в медленно текущих частях ручья.

## Систематика и этимология
Вид был впервые описан в 2018 году двумя биологами: немцем Кристианом Лукхаупом (нем. Christian Lukhaup) из Берлинского университета имени Гумбольдта и индонезийцем Рури Эприлурахманом (индон. Rury Eprilurahman) из джокьякартского Университета Гаджа Мада. Cherax alyciae является сестринским видом для Cherax peknyi, оба вида, в свою очередь, являются сестринской группой для Cherax warsamsonicus. Cherax alyciae назван в честь Алисии Эваньи (индон. Alycia Evanya), дочери сотрудника индонезийского океанариума Кристиана Джеффри (индон. Christian Jeffrey), который привлек внимание авторов открытия к этому виду.